# Frontier Strip

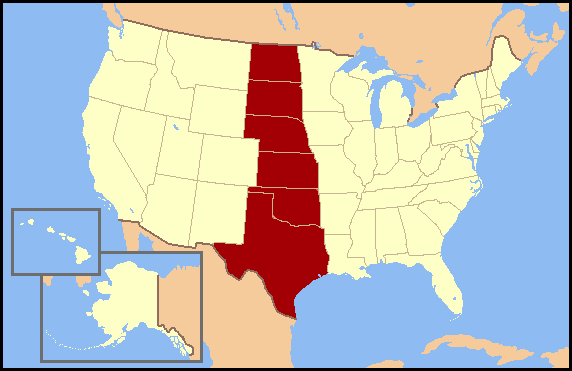
Frontier Strip em vermelho.

Designa-se por Frontier Strip a região dos Estados Unidos composta por seis estados entre o Dakota do Norte e o Texas, e que além destes inclui o Dakota do Sul, Nebraska, Kansas e Oklahoma.
No Velho Oeste, a oeste desta "faixa" ficava a fronteira dos Estados Unidos no século XIX. Os estados da "Frontier Strip", ou Last American Frontier, formam uma linha quase direita na direção norte-sul e correspondem sensivelmente às Grandes Planícies.
A área total da Frontier Strip é de 1642083,585 km², o que faz 17,92% da área do país. A população em 2000 era de 30099199, ou seja 10.695% da população do país, habitando sobretudo os estados mais meridionais: só o Texas contava 69,28% da população total da Frontier Strip, e 41,29% da sua área total.